# پودبرژیتسه
پودبرژیتسه (به چکی: Podbřežice) یک منطقهٔ مسکونی در جمهوری چک است که در ناحیه ویشکوو واقع شده‌است. پودبرژیتسه ۳٫۵۳ کیلومتر مربع مساحت و ۲۳۸ نفر جمعیت دارد و ۲۴۴ متر بالاتر از سطح دریا واقع شده‌است.